# Резолюция Совета Безопасности ООН 338
Резолюция Совета Безопасности ООН 338 была принята 22 октября 1973 года на 1747-м заседании Совета Безопасности ООН в связи с военным конфликтом (война Судного дня) между Израилем, с одной стороны, и Сирией, Египтом и другими арабскими странами, — с другой. Принята голосами 14-и членов Совета безопасности при одном не голосовавшем — Китае. Резолюция, принятая на 18-й день конфликта на основе текста, ранее согласованного между США и СССР, призывала все стороны, участвующие в боевых действиях, прекратить огонь, «заинтересованные стороны» — начать практическое выполнение резолюции Совета Безопасности 242 1967 года, постановляла начать переговоры между заинтересованными сторонами в целях установление мира на Ближнем Востоке.

## Предыстория и контекст
6 октября 1973 года Египет и Сирия при поддержке Иордании и Ирака предприняли попытку вернуть потерянные в ходе Шестидневной войны 1967 года территории, добились некоторых успехов на первом этапе войны (египтяне, в частности, форсировали Суэцкий канал), однако не смогли закрепить их и не достигли поставленных целей, утратив в конечном итоге ещё ряд районов.
На второй неделе войны ЦАХАЛ окружил группировку египетских сил (3-ю армию) на Синайском полуострове и, обойдя её, вернулся к Суэцкому каналу и форсировал его. Выйдя на западный берег канала, израильская армия приступила к подготовке наступления на Каир.
К этому времени, сирийцы были полностью вытеснены с Голанских высот и израильские войска начали наступление на Дамаск, захвату которого помешала только переброска на помощь Сирии крупных соединений иракской армии. Тем не менее, хотя израильское наступление было приостановлено, угроза захвата Дамаска продолжала реально существовать. Также существовала и опасность полного уничтожения окружённой на Синайском полуострове египетской армии.
Египет обратился за помощью к СССР, после чего в Каир срочно прибыл Алексей Косыгин, сообщивший об увеличении военной помощи Египту, пообещав добиться через механизмы ООН прекращения наступления израильских войск на позиции окружённой египетской армии. Косыгин также пытался убедить Анвара Садата согласиться на немедленное прекращение огня.
20 октября 1973 года госсекретарь США Генри Киссинджер нанёс визит в Москву. Представители СССР и США договорились о том, что будут стремиться остановить конфликт, не допуская его разрастания. Тогда же, в основном, был согласован и текст резолюции Совета безопасности ООН № 338.

## Текст резолюции
Резолюция 338 (1973) 

от 22 октября 1973 года
Совет Безопасности,
1. призывает все стороны, участвующие в нынешних боевых действиях, прекратить всякий огонь, а также прекратить все военные действия немедленно, не позже чем в течение 12 часов с момента принятия настоящего решения, с оставлением войск на занимаемых ими сейчас позициях;
2. призывает заинтересованные стороны начать немедленно после прекращения огня практическое выполнение резолюции 242 (1967) Совета Безопасности от 22 ноября 1967 года во всех её частях;
3. постановляет начать немедленно и одновременно с прекращением огня переговоры между заинтересованными сторонами под соответствующей эгидой, направленные на установление справедливого и прочного мира на Ближнем Востоке.
Принята на 1747-м заседании 14 голосами, причем никто не голосовал против (27).

(27) Одно государство-член (Китай) не принимало участия в голосовании.
— официальный сайт ООН

## Выполнение требований резолюции
Согласно одним источникам, Египет и Израиль 22 октября приняли условия Резолюции. Сирия, Ирак, и, практически, Иордания — отклонили Резолюцию. Согласно другим, Израиль продолжил боевые действия

В своей телеграмме президенту США Никсону от 23 октября Брежнев обвинил в нарушении прекращения огня Израиль. В ответной телеграмме Р. Никсон сообщил, что согласно американским источникам, ответственность за нарушение прекращения огня лежит на Египте. После этого Л. И. Брежнев от имени Египта официально уведомил о его готовности соблюдать условия прекращения огня при условия соблюдения их Израилем.
Ситуация была критической для Египта, и Садат прямо обратился за помощью к США. В результате, руководство США оказало на израильское правительство сильнейшее давление, требуя прекратить боевые действия.
Им удалось добиться от Голды Меир ослабления натиска ЦАХАЛа.
Тем временем, война продолжалась, и в связи с этим, 24 октября 1973 года была принята резолюция Совета Безопасности ООН 339.